# ゴロ
ゴロ（英: ground ball）とは、野球・ソフトボール・クリケットで打者の打ったボールが地面をバウンドもしくは転がりながら進んでいくものを指す。
語源はゴロを表す英語 (grounder) が転じたとも、擬音語の「ゴロゴロ」が転じたとも言われる。かつては匍球（ほきゅう）と書いた。

## 概説
新聞やテレビ放送時のテロップ表示などでは、ゴロの打球が守備側によって処理され、打者走者または塁上の走者のいずれかがアウトになった場合（英: ground out）、その打球を処理した野手（即ち、補殺が記録される野手）の守備位置によって以下のように表記される（これ自体は打撃記録ではない）。

### 種類
- 投ゴロ（ピッチャーゴロ：投手が処理したゴロ）
- 捕ゴロ（キャッチャーゴロ：捕手が処理したゴロ）
- 一ゴロ（ファーストゴロ：一塁手が処理したゴロ）
- 二ゴロ（セカンドゴロ：二塁手が処理したゴロ）
- 三ゴロ（サードゴロ：三塁手が処理したゴロ）
- 遊ゴロ（ショートゴロ：遊撃手が処理したゴロ）
- 左ゴロ（レフトゴロ：左翼手が処理したゴロ）
- 中ゴロ（センターゴロ：中堅手が処理したゴロ）
- 右ゴロ（ライトゴロ：右翼手が処理したゴロ）

複数の補殺者がいる場合、即ち、ある野手が打球を弾き（デフレクト）、他の野手がカバーしてアウトにした場合に、どのゴロと表記するかは各マスメディアの判断による。

### 外野ゴロ
ゴロの打球が外野に抜けた場合、外野手が、打者が一塁に到達する前に一塁に送球して打者走者をアウトにした場合、あるいはフォースの状態となった走者が次塁に到達する前に当該塁に送球して走者をフォースアウトにした場合を指して外野ゴロと呼ぶことがある。これは、内野手が内野ゴロを各塁に送球して（打者）走者をアウトにする動作と同じことを、外野手が外野で行っていると考えるためである。走者がフライアウトかフェアになったかの判断を間違った場合で記録されることもある。これはフォースの状態の走者が次塁を踏むもフライアウトになったと勘違いして戻り、再びフォースの状態になった場合も含む。また当該塁を空過してアピールアウトになった場合も外野ゴロとなる（一旦ボールデッドになった場合は含まない）。
プロ野球では打者走者が外野へのゴロでアウトになることは非常に少ないが、投手など打力が弱い打者の打席で外野手が前進守備をとっていた場合、「ライトゴロ」が見られることがある。長野久義は、読売ジャイアンツに所属していた2013年のシーズンだけで3度のライトゴロを成立させている。
フォースの状態でない走者が、ゴロの打球の際に次の塁を狙ったものの触球されてアウトになった場合、打球が内野に留まっていれば打者に安打を記録しないが、外野にまで達していた場合は安打が記録される（公認野球規則9.05(b)(3)および同【注2】）。
日本のプロ野球では、1987年6月16日の中日ドラゴンズ対阪神タイガース戦で中日の鈴木孝政が、「センターゴロ」でアウトになったことがある（阪神の北村照文中堅手に補殺、ランディ・バース一塁手に刺殺をそれぞれ記録）。MLBでは、2006年8月24日のデトロイト・タイガース対シカゴ・ホワイトソックス戦で、タイガースのショーン・ケイシーが、三塁手方向へのライナーが直接捕られたと思って走るのを一旦やめてしまい、「レフトゴロ」になったことがある（ジョー・クリーディ三塁手およびパブロ・オズーナ左翼手に補殺、ロス・グロード一塁手に刺殺をそれぞれ記録）。
また、塁が詰まっている状態で、打者走者以外が外野からの返球によってフォースアウトとなり外野ゴロが記録された事例も存在する。
2023年8月9日の読売ジャイアンツ対阪神タイガース第16回戦（東京ドーム）において、延長11回表・阪神の一死満塁のチャンスで打者梅野隆太郎が放った打球はセンター前に落ちるポテンヒットになったかと思われた。このプレーで三塁走者が生還したが、二塁走者の島田海吏が巨人ルイス・ブリンソン中堅手からの返球により三塁でフォースアウトとなったため、梅野の打撃結果はセンターゴロ（打点1）となった。
戦前は用具の質が悪かったことで打球が飛ばなかったため、外野は前進守備の事が多く、外野ゴロも現在よりも多かった。
大沢啓二によると、立教大学に在籍していた頃に、1954年10月3日の東京大学戦でレフトゴロを成立させたという。
草野球やソフトボールでは競技場が狭かったり選手の能力が低かったりなどの理由でしばしば外野ゴロが発生することがある。

## 記録
ここでは、ゴロにまつわる記録について記述する。
ゴロアウトなしでの完封勝利
1983年5月25日、甲子園球場で行われた阪神タイガース対中日ドラゴンズで、中日の先発投手を務めた高橋三千丈は三振と飛球によるアウトのみで完封勝利した（被安打は3で、いずれもゴロだった）。
内野5人シフトによる「レフトゴロ併殺打」
2009年6月14日の埼玉西武ライオンズ対広島東洋カープ戦、12回裏（西武の攻撃）で無死満塁のピンチに、広島は左翼手を内野手の小窪哲也に交代して二塁の手前に守らせる「内野5人シフト」を敷いた。次打者の黒瀬春樹が小窪の正面へのゴロを打ったため、「左翼手」の小窪から捕手、一塁手の順にボールが渡って併殺が完成した（次打者も打ち取られて試合は4-4の引き分けに終わった）。レフトゴロ自体もさることながら、左翼手が絡むゴロによる併殺打も極めて稀な事象である。
外野フライの捕球が認められず「レフトゴロ」の併殺
2018年5月27日の阪神タイガース対読売ジャイアンツ（巨人）戦、9回表（巨人の攻撃）一死満塁で巨人の長野久義が左翼に大きな飛球を放った。阪神の中谷将大左翼手が捕球から送球の流れの中でボールを地面に落としてしまったところ、審判員は捕球と見做さなかった。これにより塁上の全ての走者はフォースの状態に置かれるため、中谷は三塁に送球し、さらに三塁手が二塁に転送球して、二塁走者のケーシー・マギーと一塁走者の亀井善行（いずれも次塁へのスタートを切っていなかった）を相次いでフォースアウトにして併殺を完成させ（亀井のフォースアウトがイニングの第3アウトであるため、この併殺の間に三塁走者の岡本和真が本塁に触れているが得点は認められない）、9-1で阪神が勝利した。判定を不服とした巨人の高橋由伸監督が約3分間、審判団に抗議したが、判定は覆らなかった。なお、この併殺は野手の故意でない落球によるものであるため、打者には併殺打は記録されない。
「センターゴロ」の併殺
2018年5月29日の東京ヤクルトスワローズ対千葉ロッテマリーンズ戦、9回裏（ヤクルトの攻撃）一死一・二塁で荒木貴裕のライナーの打球がロッテの荻野貴司中堅手の前方へ飛んだ。二塁走者の山田哲人は直接捕球されたと判断したために塁にとどまり、それを見て一度二塁に進塁した一塁走者の青木宣親は一塁ベースに戻ったが、一塁塁審の津川力はノーキャッチ（直接捕球していない）と判定しており、ボールは三塁、二塁と転送され、山田と青木がフォースアウトにされた。ヤクルトの小川淳司監督はビデオ判定のリクエスト権を行使したものの、判定は覆らずそのまま試合終了、5-1でロッテが勝利した。試合後、小川はこのプレーについて「しょうがないですね。審判のフォーメーションだからオレが言うことじゃないけど、（佐々木昌信）二塁塁審が（捕球の）判定してくれないと、ランナーはわからない」と振り返っている（フォーメーション上、内野側に入った二塁塁審は外野飛球の判定はしない決まりなので佐々木に非は無い）。